# ヴァンズ・エアクラフト

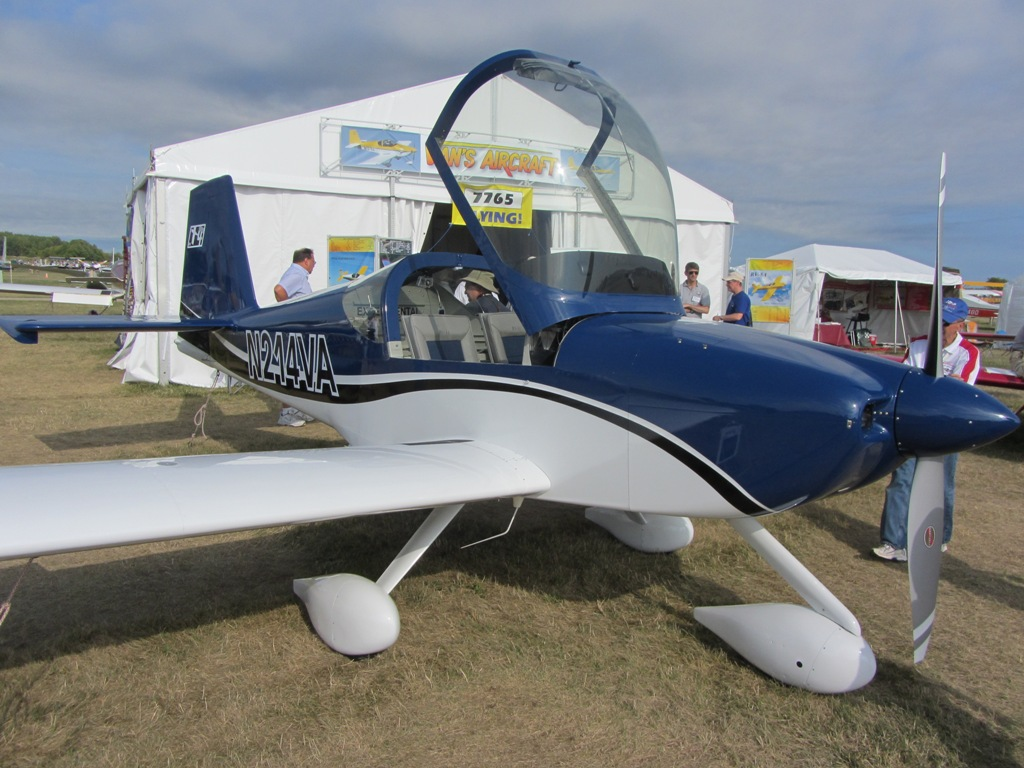
RV-14

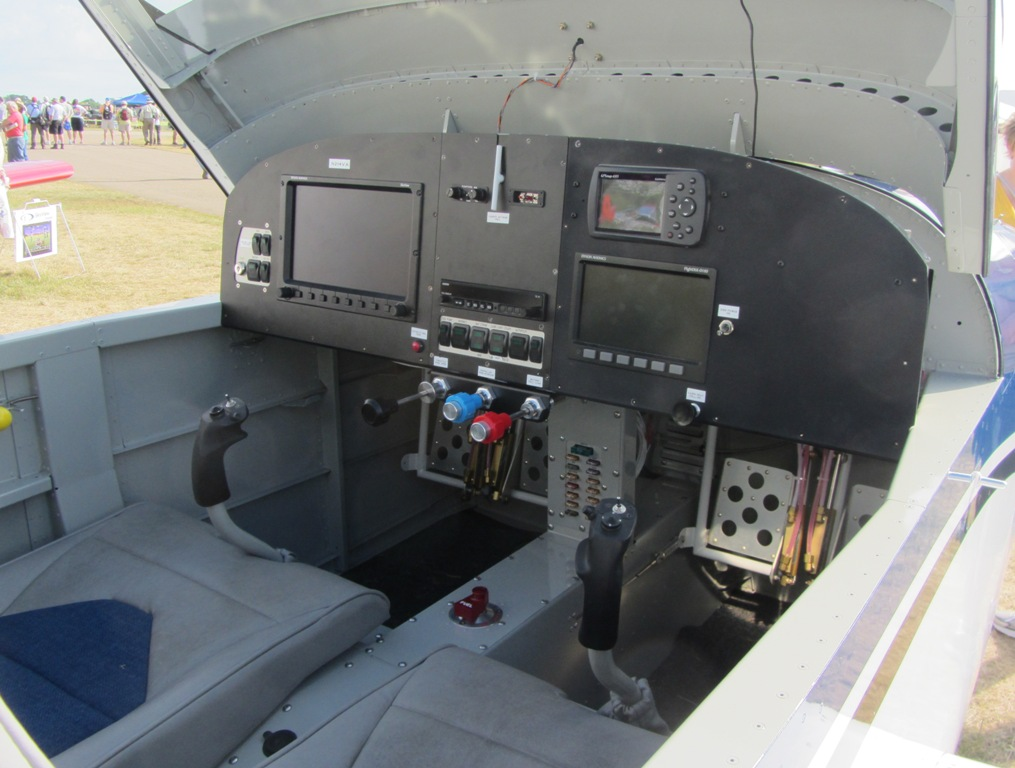
RV-14のコックピット

ヴァンズ・エアクラフト（Van's Aircraft）は、リチャード・ヴァングラスベンにより設立されたアメリカ合衆国のホームビルト機メーカー。オレゴン州マリオン郡のオーロラ空港に拠点を置いている。

## 概要
製品はアルミニウム製の単発低翼機シリーズ『RV』の組み立てキットである。RVシリーズは低価格ながらスポーツ機として十分な性能を確保しているため、1965年にRV-1を発売して以来、2012年までに8000機以上が販売されるなどホームビルト機としてはベストセラーとなった 。
2017年現在は特性の異なる8種のRVを販売しているが、そのほとんどで曲技飛行が可能であるため、趣味で曲技飛行を行うアマチュアに人気が高い。またRV-14にはグラスコックピットを採用するなど新たな技術の採用にも積極的である。
キットとスペアパーツの販売の他、RVを教材とした組み立てを指導する技術教室や購入者を対象としたフライトスクールも開設している。
機体の性能は完成品として販売されている他社製品と比較して遜色なく、費用対効果に優れ、組み立て技術や設備を持たない客を対象として組み立てを請け負う業者によって完成された機体も販売される。

## 機種
- RV-1: 最初の機体
- RV-2: 販売されなかった滑空機
- RV-3: 単座機
- RV-4: 縦列複座
- RV-5:
- RV-6: ナイジェリア空軍で練習機として採用
- RV-7: RV-6の改良型
- RV-8: RV-4の改良型
- RV-9:
- RV-10: 4人乗り
- RV-11:
- RV-12:
- RV-14: RV-10の改良型

## リンク
- 公式ウェブサイト